# Храм Богоявления Господня (Йыхви)
Храм Богоявления Господня — православный храм Таллинской епархии Эстонской православной христианской церкви, расположенный в городе Йыхви.

## История
Строительство началось 10 июля 1894 года, когда протоиереем Иосифом Шестаковским был заложен новый крестообразный храм из булыжного камня с колокольней и куполом. Закончили стройку летом 1895 года, а церковь освятил 13 августа Архиепископ Рижский и Митавский Арсений (Брянцев).
С 1923 года некоторое время в храме служил сверхштатным священником Алексей Медведков (святой праведный Алексий Южинский). В йыхвиском храме хранится частица святых мощей Святого праведного Алексея Южинского, а также икона, которая расположена с левой стороны у алтаря.
С 1949 по 1950 год настоятелем церкви был протоиерей Роман Танг, а с 1950 по 1958 год был отец Алексий Ридигер, впоследствии всем известный как Патриарх Московский и всея Руси Алексий II. Также в Йыхви служили Александр Мянник, Евгений Яхонтов, Николай Когер, Владимир Залипский и Михаил Рауд. В настоящее время настоятелем храма является Протоиерей Андрей Суслов.
В 2012 году была обновлена крыша храма и купола из нержавеющей стали покрыли нитридом титана (соединение титана и азота). Также установили новые кресты и новую ограду, столбы которой изготовлены из декоративного бетона с гранитной крошкой.
В 2019 году началось строительство воскресной школы возле церкви, стоимость работ обойдётся около 400 тысяч евро, а автором проекта стал Кохтла-ярвеский архитектор Александр Митин. 14 сентября 2021 года здание воскресной школы освятил митрополит Таллинский и всея Эстонии Евгений. Осенью 2023 года здание Воскресной школы было полностью готово и облагорожена территория возле него.
В декабре 2021 года в храм привезли новые зазвонные колокола, а установили их на колокольню в апреле 2022 года.
21 октября 2024 года храму была подарена икона «Святые просиявшие в Земле Молдавской», единственная на территории Эстонии, при поддержке Владислава Наумова и посла Молдовы в Эстонии Иона Стэвилэ. Икону написал молдавский иконописец Николае Бачу.

## Памятник Алексию II
14 сентября 2020 года на территории Йыхвиского храма был открыт бюст Патриарху Московскому и всея Руси Алексию II, работу выполнил скульптор Эльданиз Гурбанов. Освящение памятника совершил епископ Нарвский и Причудский Лазарь.

## Настоятели[21]
- Михаил Соколов (15.08.1888 — май 1890)
- Иосиф Шестаковский (01.06.1890 — 1894)
- Антон Оргусаар (23.08.1894 — 12.01.1907)
- Владимир Бежаницкий (12.01.1907 — 12.02.1907)
- Павел Поска (12.02.1907 — 01.07.1915)
- Александр Мянник (15.10.1915 — 01.12.1918)
- Евгений Яхонтов (20.09.1919 — 01.01.1923)
- Александр Мянник (20.10.1920 — 29.04.1949)
- Роман Танг (6.05.1949 — апрель 1950)
- Алексий Ридигер (17.04.1950 — 15.07.1958)
- Владимир Залипский (30.09.1956 — 14.08.1958)
- Николай Когер (14.08.1958 — 01.11.1958)
- Павел Соколов (01.11.1958 — 1965)
- Виктор Мартышкин (12.08.1965 — 20.03.1967)
- Андрей Суслов (2009[22] — настоящее время)

## Галерея
- Храм Богоявления Господня
- Храм Богоявления Господня и Воскресная школа
- Интерьер
- Памятник Алексию II на территории храма
- Митрополит Евгений возле памятника Алексию II
- Освящение иконы Молдавских святых